# سراب شهباز
سراب شهباز، روستایی از توابع بخش مرکزی شهرستان سلسله در استان لرستان ایران است.ساکنین این روستا از دودمان عنایت و ولایت واز طایفه زهابی وشنی از ایل اسکندر حسنوند میباشند.این روستا از مناطق بسیار زیبایی استان لرستان محسوب میشود

## جمعیت
این روستا در دهستان هنام قرار دارد و براساس سرشماری مرکز آمار ایران در سال ۱۳۸۵، جمعیت آن ۳۳ نفر (۱۰خانوار) بوده‌است.